# Shori Hamada
Shori Hamada (født 25. september 1990) er en japansk judoka. Hun deltog i VM i judo 2018, hvor hun vandt guld.
Ved VM i judo 2019 vandt hun sølv. I 2021 vandt hun sølv ved Judo world masters, der blev afholdt i Doha, Qatar.
Ved Sommer-OL 2020 vandt hun guld i kvindernes 78 kg-konkurrence.

## Eksterne henvisininger
- Shori Hamadas profil på Olympics.com (engelsk)
- Shori Hamadas profil på Olympedia (engelsk)
- Shori Hamada hos JudoInside.com (engelsk)